# Laghouat

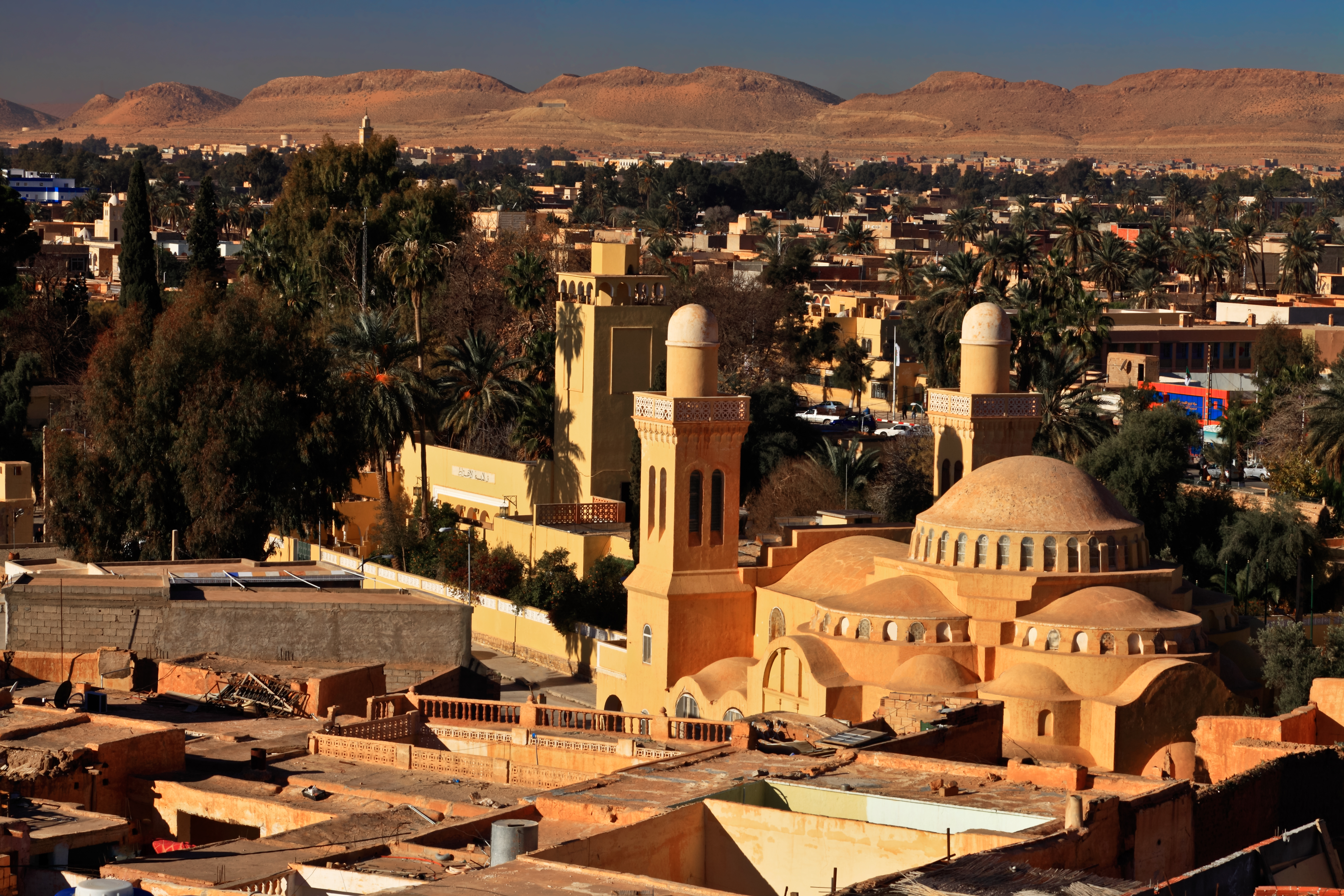
Laghouat – Stadtansicht mit ehemaliger Kathedrale (heute Museum)

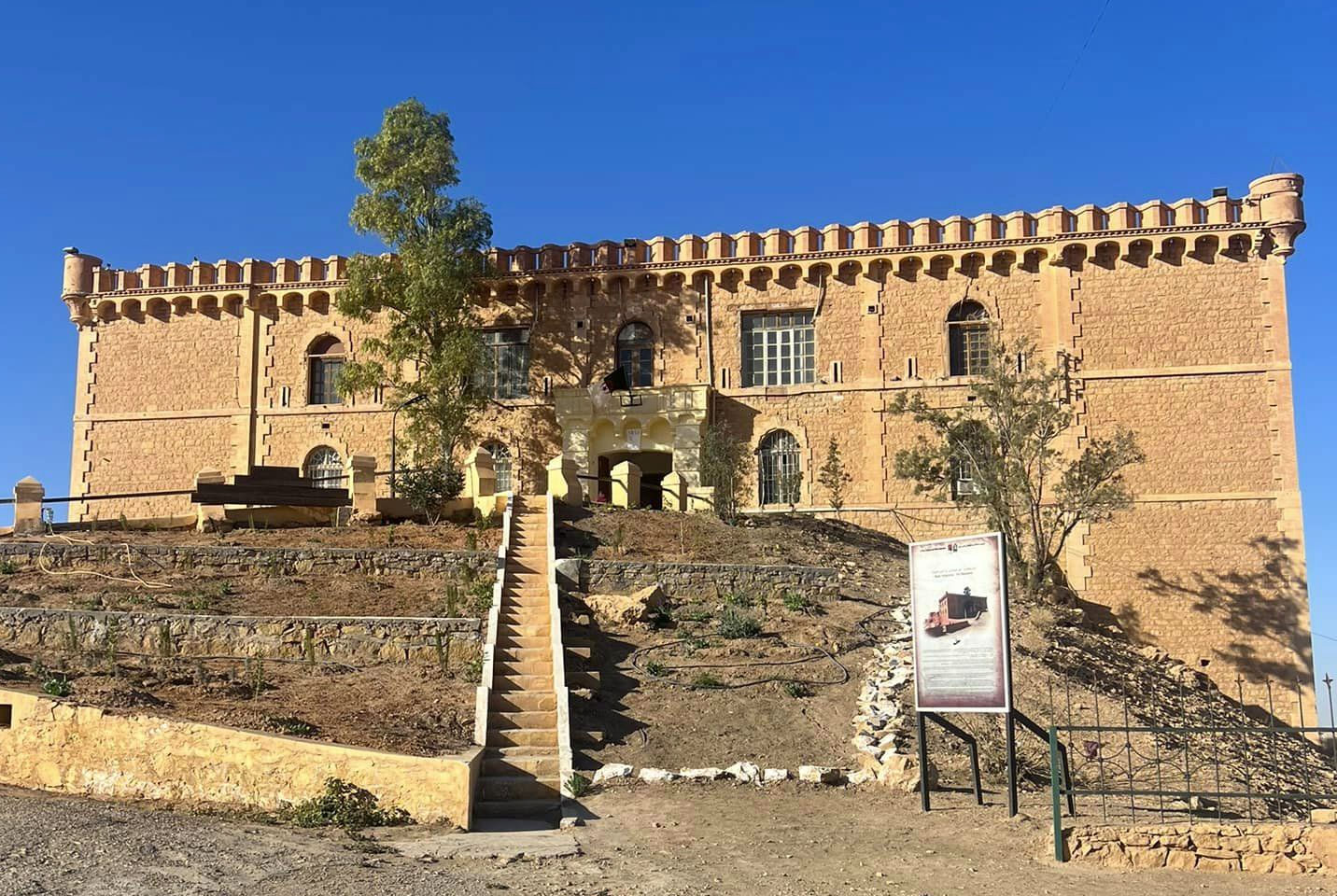
Fort Bouscaren (heute Museum)

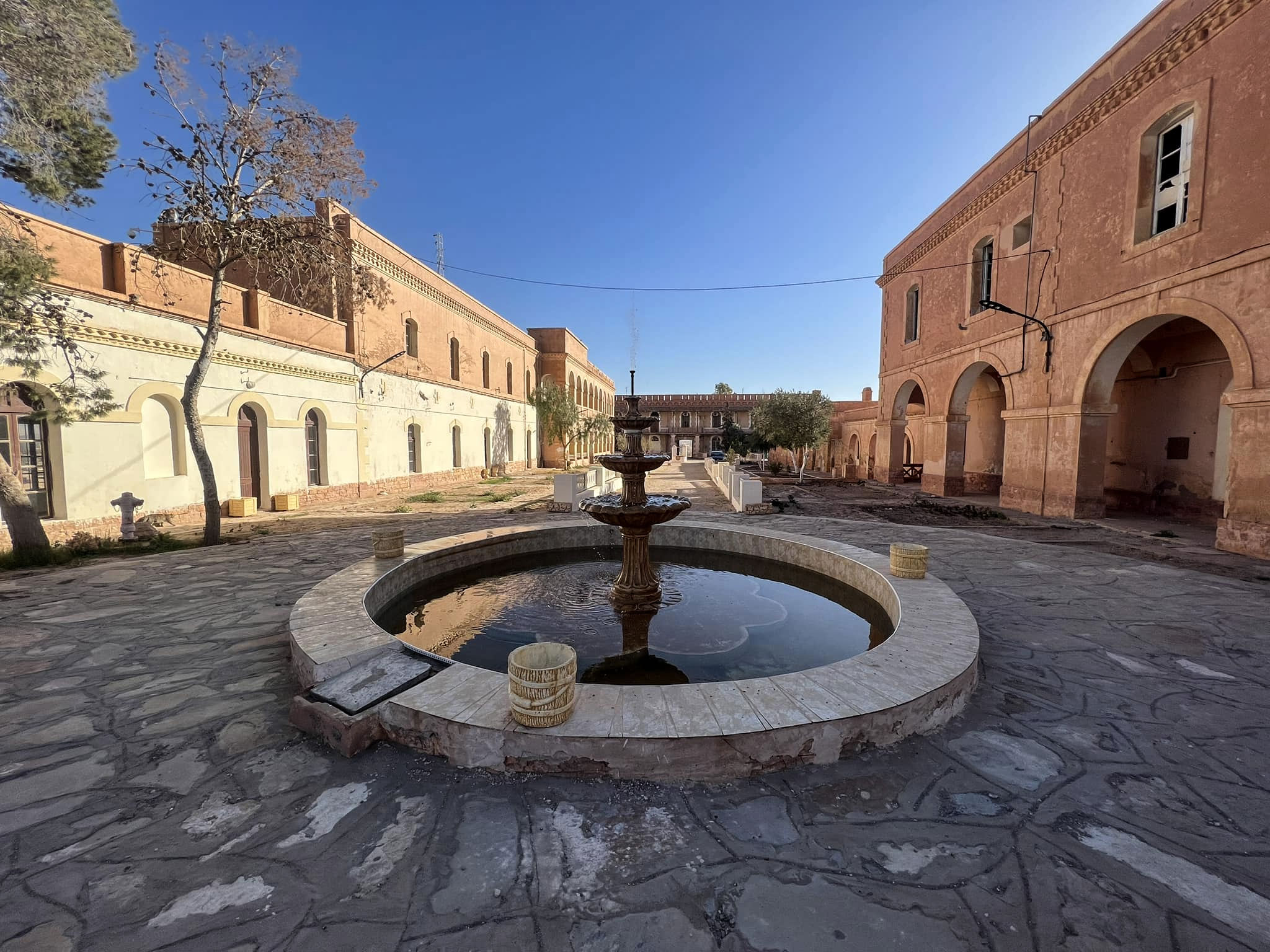
Laghouat – Fort Bouscaren (Innenhof)

Laghouat (arabisch الأغواط al-Aghwat, DMG al-Aġwāṭ, tamazight ⵍⴻⵖⵡⴰⵟ Leɣwaṭ) ist eine Stadt im Norden Algeriens mit ca. 170.000 Einwohnern (Stand: 2012). Sie liegt in der gleichnamigen Provinz Laghouat, deren Hauptstadt sie ist, südlich des Atlasgebirges. Laghouat wurde im Jahr 1955 nominell Sitz des gleichnamigen Bistums (Dioecesis Laghuatensis), dessen Sitz sich jedoch immer noch in der ca. 200 Kilometer südöstlich gelegenen Stadt Ghardaia befindet.

## Lage und Klima
Die Oasenstadt Laghouat liegt südlich des Saharaatlas an der Nordgrenze der Sahara in einer Höhe von ca. 765 m.; der meist ausgetrocknete Fluss Wadi Djedi fließt nahe der Stadt vorbei. Die Landeshauptstadt Algier ist etwa 400 Kilometer (Fahrtstrecke) in nördlicher Richtung entfernt; die Nachbarstadt El Djelfa befindet sich ca. 105 Kilometer (Fahrtstrecke) nordöstlich. Das Klima ist nahezu wüstenartig; Regen (ca. 250 mm/Jahr) fällt überwiegend im Winterhalbjahr.

## Bevölkerung
| Jahr      | 1977   | 1998    | 2012    |
| Einwohner | 42.186 | 106.665 | 170.693 |

Die Bevölkerung der Siedlung war ehemals größtenteils berberischen Ursprungs und gehörte zum Stamm der Zanata; die heutige Stadt ist in der zweiten Hälfte des 20. Jahrhunderts durch Zuwanderung aus den umliegenden Berg- und Wüstenregionen deutlich gewachsen.

## Wirtschaft
Ehemals konnten sich die Einwohner der Karawanenstadt selbst mit Nahrungsmitteln versorgen; heute wir das meiste per LKW aus dem Norden herbeigeschafft. Die Stadt ist bekannt für Webprodukte und hat einen nationalen Flughafen.

## Geschichte
Die Stadt wurde im 11. Jahrhundert von den aus Marokko eingedrungenen Almoraviden gegründet und geriet unter marokkanische und ab 1519 unter osmanische Herrschaft.
1844 wurde Laghouat von einer französischen Kolonialarmee unter Guillaume Stanislas-Marey-Monge erstmals erobert. Es formierte sich Widerstand, angeführt von Sheikh Mohammed Ben-Abdallah. Ende des Jahres 1852 wurde die Stadt von französischen Armeeeinheiten unter dem General Aimable Pélissier belagert und schließlich am 4. Dezember eingenommen. Die Folge war ein Massaker an der Zivilbevölkerung, aber auch der französische General erlitt schwere Verwundungen und starb. Der französische Maler Eugène Fromentin (1820–1876) hielt sich aufgrund staatlicher Beauftragung 1853 für längere Zeit in Laghouat auf, wobei einige Oasenbilder entstanden sind, deren Eindrücke er zugleich in Tagebucheinträgen festhielt.
Während der Kolonialzeit war die 2ème C.S.P.L. (Compagnie Saharienne Portée de la Légion étrangère) der Fremdenlegion stationiert und von Laghouat aus für die Kontrolle und Sicherung der Straßen durch die Sahara verantwortlich. Betrunkene Fremdenlegionäre feierten in der Nacht vom 30. April auf den 1. Mai 1954 den Brauch Camerone, einem feierlichen Bekenntnis zum Legionärsleben. Sie verursachten einen Zusammenstoß mit 200 jungen Muslimen; von ihnen wurde einer erschossen, mehrere der jungen Algerier wurden verletzt. Im Jahr 1962 wurde Algerien unabhängig.

## Sehenswürdigkeiten
- Die Region ist bekannt für ihre landschaftliche Vielfalt – Bergtäler, Hochebenen, Ebenen, Sanddünen und Steppen – auf engstem Raum. Manche nennen es aufgrund der Vielfalt des Geländes die Stadt der vier Jahreszeiten.
- Zu den Wahrzeichen der Stadt gehören die alte Moschee, die Festung Sidi El Hajj Issa, ihr Schrein, die Altstadt, Palmenhaine und die französische Kolonialkathedrale.
- Die französische koloniale Militärfestung Tour Bouscaren befindet sich auf dem höchsten Punkt der Stadt und stammt aus dem Jahr 1857. Sie hat vier Flügel, Katakomben und einen großen Platz mit den Grab von General Bouscaren, der in der Festung verstarb. In den letzten Jahren der Kolonialisierung wurde der Turm von einer Kaserne zu einem auf Atemwegserkrankungen und Allergien spezialisierten Lazarett umgebaut. Nach der Unabhängigkeit Algeriens wurde die Festung von verschiedenen Sicherheitsabteilungen genutzt; im Jahr 2011 wurde sie als Touristenattraktion wiedereröffnet.

## Persönlichkeiten
- Paul Margueritte (1860–1918), französischer Schriftsteller
- Mourad Bencheikh (* vor 1979), Diplomat

## Film
- Au commencement... il était une fois des juifs arabes. Dokumentarfilm von Serge Lalou, 1997 (französisch)